# Victoria 3
Victoria 3 est un jeu vidéo de grande stratégie et de simulation historique.
Le jeu propose de diriger le pays de son choix pour en faire une grande puissance économique et militaire, dans une période s'étendant de janvier 1836 (prise de Tlemcen par la France) à janvier 1936 (conquête de l'Éthiopie par l'Italie).
Suite du jeu Victoria 2, il est développé par Paradox Development Studio et édité par Paradox Interactive. Il sort officiellement le 25 octobre 2022.

## Description du jeu

### Généralité
Victoria 3 couvre l'évolution de l'histoire mondiale au début de l'époque contemporaine, où eurent lieu des événements tels que la révolution industrielle et la Première Guerre mondiale, ou encore la naissance des idéologies telles que le communisme ou le nationalisme. La domination de l'Occident sur le reste du monde se produit au travers de la colonisation, notamment via le partage de l'Afrique,.
Contrairement à la plupart des autres jeux de stratégie, le joueur n'incarne pas un chef d'Etat omnipotent, mais doit composer avec un gouvernement et les revendications populaires. L'ordinateur simule les autres pays et territoires de l'époque, selon le cours historique des événements ou selon des critères aléatoires, si le joueur en fait le choix en début de partie.
Plusieurs décisions peuvent être prises dans les domaines politiques, économiques, scientifiques et militaires de son pays. Le gameplay est axé sur la satisfaction des groupes de population du pays, c'est-à-dire des catégories du peuple aux intérêts communs et dont le joueur doit tenir compte, tout en développant son État vers différentes formes de dominations pour gagner les objectifs de la partie.

### Diplomatie
Un système de diplomatie a été ajouté, qui emprunte beaucoup au système de crise de Victoria 2. Lorsqu'un joueur exige à d'autres pays de concéder leurs territoires ou d'ouvrir leurs marchés économiques, il présente au pays concerné une demande détaillant ce qu'il désire, lui donnant la possibilité d'exiger des concessions de l'adversaire ainsi que de ses alliés. Si aucune solution diplomatique n'est trouvée avant la fin du temps imparti, la guerre est déclarée. Chacune des parties a la possibilité de mobiliser préventivement, durant le jeu diplomatique en cours, son armée, pour ajouter du poids à sa demande, ou pour ne pas se trouver pris au dépourvu si les menaces s'avéraient ne pas être un simple bluff  de l'adversaire. Les actions de mobilisation ainsi que la guerre ont un coût économique, social, destructif sur chacun des belligérants ce qui implique de les utiliser en bonne conscience de leurs conséquences. Le concepteur de ce mécanisme du jeu, Mikael Andersson, a expliqué que ce système avait été conçu dans le but de minimiser le rôle de la guerre en rendant la diplomatie tout aussi importante.

### Guerre
Contrairement aux jeux précédents de Paradox, le joueur ne gère plus la guerre en détail à l'échelle tactique. Il assigne à un « front » des généraux, et des armées liées aux généraux. Il se crée automatiquement un front par pays ennemi. Les mouvements de troupes sont gérés automatiquement. Le joueur gère la guerre uniquement à l'échelle stratégique, donc indirectement, notamment par la gestion de l'approvisionnement, des généraux, de la part de la population mobilisable. Chaque général est assigné à une « région stratégique » à l'intérieur de son propre pays et, en fonction de son rang, capable de recruter et de commander plus ou moins de troupes. Le même principe s'applique à la Marine de guerre et aux Amiraux.

### Économie

#### Production nationale
Le joueur contrôle la construction et le développement des secteurs agricoles et industriels, majeure partie de l'économie au XIXe siècle. Des usines peuvent également être automatiquement construites par l'ordinateur sur la base d'un système d'investissements.

#### Commerce extérieur
Le joueur contrôle la construction de bâtiments commerciaux et de ports et utilise un système fait de nœuds de routes commerciales à travers les océans ou les terres. Ces routes commerciales donnent accès aux ressources d'autres territoires et pays. Préalablement, des moyens de transports doivent être construits, infrastructures sur terre, et bateaux marchands sur mer. Une fois une route établie, l'échange de marchandises peut être débuté et contrôlé manuellement par le joueur. Il peut aussi laisser automatiquement l'ordinateur s'ajuster au prix du marché ou contrôler les prix à l'aide de taxes.
Des embargos peuvent être établis contre des pays et des unions économiques peuvent être créées.

### Politique
Un système de groupe d'intérêt de population est lié à des partis politiques qui réagiront aux choix du joueur en matière de décrets orientant la politique du pays. Le joueur peut aussi favoriser au maximum trois groupes d'intérêts de son choix dans sa population pour autant que le nombre de POP's affiliés permette une progression selon les classes sociales existantes en masse dans le pays.

## Développement du jeu
Avant l'annonce du jeu, Victoria 3 était considéré comme un mème par les fans de Paradox en raison des joueurs qui posaient constamment des questions sur sa potentielle sortie.

### Annonce et date de sortie
Annoncé le 21 mai 2021 lors de la convention de Paradox Interactive, la « PDXCON : Remixed 2021 »
La date de sortie du jeu est le 25 octobre 2022[source insuffisante] Soit 1 an et 5 mois après l'annonce du début du développement officiel.
Le 5 décembre 2022 un correctif est publié pour rééquilibrer le jeu en faveur des économies libérales, le modèle communiste entrainant un cercle vertueux rendant la victoire trop facile.

### Fuite et piratage d'une version en développement du jeu
Début avril 2022, une grave fuite d'une version préliminaire, non publique, du jeu en cours de développement, a été publiée sur le forum 4chan avant d'être repartagée sur plusieurs sites de téléchargements Warez. Plusieurs vidéos de parties de jeu dans cette version préliminaire ont été publiées sur internet ; elles sont présentées comme des vidéos de la version beta du jeu, sans que l'on sache vraiment de quelle version de développement du jeu il s'agit de la part de Paradox.

### Vente
Deux éditions sont disponibles, la normale et la « Grand Edition » ou « Premium » offrant des objets supplémentaires.